# Europees topschutter van het seizoen 2014/15
De titel Europees topschutter van het seizoen 2014/15, ook wel bekend als de Gouden Schoen, werd gewonnen door de Portugees Cristiano Ronaldo. Het was voor de vierde keer dat hij de trofee voor zich opeiste, na eerdere winst in de seizoenen 2007/08, 2010/11 en 2013/14. Met de winst werd de Portugees de eerste speler die deze titel vier keer heeft gewonnen.
Sinds het seizoen 1996/97 gaat de titel Europees topschutter van het seizoen niet meer automatisch naar de speler met de meeste doelpunten. De verschillende competities worden ingedeeld volgens de UEFA-coëfficiënten. De vijf sterkste competities (tot 1999/00 de sterkste acht) hebben een vermenigvuldigingsfactor twee. Competities 6 t/m 22 (tot 1999/00 21) factor 1,5 en de rest heeft factor 1. Daardoor kan het gebeuren dat een speler uit een zwakkere competitie meer doelpunten heeft gescoord dan de winnaar van de Gouden Schoen.

## Eindstand Gouden Schoen seizoen 2014/15
| Plaats | Speler              | Goals | Waarde | Punten | Club                          |
| ------ | ------------------- | ----- | ------ | ------ | ----------------------------- |
| 1      | Cristiano Ronaldo   | 48    | x2     | 96.0   | Real Madrid CF                |
| 2      | Lionel Messi        | 43    | x2     | 86.0   | FC Barcelona                  |
| 3      | Sergio Agüero       | 26    | x2     | 52.0   | Manchester City FC            |
| 4      | Jonathan Soriano    | 31    | x1.5   | 46.5   | Red Bull Salzburg             |
| 5      | Mauro Icardi        | 22    | x2     | 44.0   | FC Internazionale Milano      |
| 6      | Luca Toni           | 22    | x2     | 44.0   | Hellas Verona                 |
| 7      | Neymar              | 22    | x2     | 44.0   | FC Barcelona                  |
| 8      | Antoine Griezmann   | 22    | x2     | 44.0   | Atlético Madrid               |
| 9      | Jackson Martínez    | 21    | x2     | 42.0   | FC Porto                      |
| 10     | Harry Kane          | 21    | x2     | 42.0   | Tottenham Hotspur FC          |
| 11     | Eran Zahavi         | 28    | x1.5   | 42.0   | Maccabi Tel Aviv FC           |
| 12     | Robert Berić        | 27    | x1.5   | 40.5   | Rapid Wien                    |
| 13     | Alexandre Lacazette | 27    | x1.5   | 40.5   | Olympique Lyonnais            |
| 14     | Diego Costa         | 20    | x2     | 40.0   | Chelsea FC                    |
| 15     | Jonas               | 20    | x2     | 40.0   | SL Benfica                    |
| 16     | Carlos Tévez        | 20    | x2     | 40.0   | Juventus FC                   |
| 17     | Carlos Bacca        | 20    | x2     | 40.0   | Sevilla FC                    |
| 18     | Lima                | 19    | x2     | 38.0   | SL Benfica                    |
| 19     | Alexander Meier     | 19    | x2     | 38.0   | Eintracht Frankfurt           |
| 20     | Gonzalo Higuaín     | 18    | x2     | 36.0   | SSC Napoli                    |
| 21     | Charles Austin      | 18    | x2     | 36.0   | Queens Park Rangers FC        |
| 22     | Aritz Aduriz        | 18    | x2     | 36.0   | Athletic Bilbao               |
| 23     | Robert Lewandowski  | 17    | x2     | 34.0   | FC Bayern München             |
| 24     | Alberto Bueno       | 17    | x2     | 34.0   | Rayo Vallecano                |
| 25     | Arjen Robben        | 17    | x2     | 34.0   | FC Bayern München             |
| 26     | Marco Matias        | 17    | x2     | 34.0   | CD Nacional                   |
| 27     | Andrej Kramarić     | 21/1  | x1.5/2 | 33.0   | HNK Rijeka/ Leicester City FC |
| 28     | Shkëlzen Gashi      | 22    | x1.5   | 33.0   | FC Basel                      |
| 29     | Fernandão           | 22    | x2     | 33.0   | Bursaspor                     |
| 30     | Memphis Depay       | 22    | x1.5   | 33     | PSV                           |

Vetgedrukt: Nederlandse en Belgische clubs en spelers.
1968/69 ·
1969/70 ·
1970/71 ·
1971/72 ·
1972/73 ·
1973/74 ·
1974/75 ·
1975/76 ·
1976/77 ·
1977/78 ·
1978/79 ·
1979/80 ·
1980/81 ·
1981/82 ·
1982/83 ·
1983/84 ·
1984/85 ·
1985/86 ·
1986/87 ·
1987/88 ·
1988/89 ·
1989/90 ·
1990/91 ·
1991/92 ·
1992/93 ·
1993/94 ·
1994/95 ·
1995/96 ·
1996/97 ·
1997/98 ·
1998/99 ·
1999/00 ·
2000/01 ·
2001/02 ·
2002/03 ·
2003/04 ·
2004/05 ·
2005/06 ·
2006/07 ·
2007/08 ·
2008/09 ·
2009/10 ·
2010/11 ·
2011/12 ·
2012/13 ·
2013/14 ·
2014/15 ·
2015/16 ·
2016/17 ·
2017/18 ·
2018/19